# Oöphoi
Oöphoi, pseudonimo di Gianluigi Gasparetti (Roma, 26 marzo 1958 – Terni, 12 aprile 2013), è stato un musicista italiano di musica ambient, dark ambient, drone e musica sperimentale.

## Biografia
È forse meglio conosciuto per il suo ruolo di editor per la rivista italiana chiamata "Deep Listenings", dedicata all'ambient e alla musica di atmosfera, nella quale compaiono alcune interviste rivolte a molti musicisti famosi nel genere ambient come Steve Roach e Michael Stearns.
Lo stile di Oöphoi è caratterizzato dall'essere statico, organico e minimale. Le sonorità sono complessivamente solide e compatte e spesso integrate ad un contesto spirituale e meditativo. Grazie all'utilizzo di sintetizzatori, fiati, campana tibetana, voci non naturali e campionamenti, le sue registrazioni presentano relative variazioni armoniche.
Nel 2012, è uscito il suo libro Made in Germany, dedicato alla corrente tedesca del krautrock.
Gianluigi Gasparetti è scomparso dopo una lunga malattia.

## Discografia

### Album solisti
- 1996 Static Soundscapes: Three Lights at the End of the World (Hic Sunt Leones)
- 1998 Behind The Wall Of Sleep (Due Acque)
- 1998 Night Currents (Due Acque)
- 1998 The Spirals Of Time (Aurora)
- 2000 Mare Vaporum (Due Acque)
- 2001 Mare Tranquillitatis (Due Acque)
- 2002 Athlit (Hypnos recording)
- 2002 Bardo (Electroshock Records)
- 2003 Mare Imbrium (Nextera)
- 2003 The Dreams Of Shells (Mystery Sea)
- 2003 The Rustling Of Leaves (Due Acque)
- 2004 Dreams (Umbra)
- 2005 As We Slip Away To Dream (Penumbra)
- 2005 Awakening The Nagas (Penumbra)
- 2005 Hymns To A Silent Sky (Nextera)
- 2005 Khumba Mela 2005 (Penumbra)
- 2005 Signals From The Great Beyond (Gears Of Sand)
- 2005 The Sun Is Falling In A Sea Of Blood (Penumbra)
- 2005 Vertigo (Penumbra)
- 2006 Amnios (Umbra)
- 2006 Aquos - The Complete Drones (Umbra)
- 2006 Dreams Part One (Faria Records)
- 2006 Dreams Part Two (Faria Records)
- 2006 Dreams Part Three (Faria Records)
- 2007 Arpe Di Sabbia (Nextera)
- 2008 An Aerial View (Glacial Movements Records)
- 2008 Potala (Substantia Innominata)

### Collaborazioni
con Mathias Grassow e Amir Baghiri
- 1999 Upuaut (Due Acque)

con Klaus Wiese
- 1999 Wouivre (Aurora)
- 2005 A Call, An Echo (Penumbra)
- 2005 The Light Sweeps All The Mist Away (Penumbra)
- 2006 Cherua (Umbra)
- 2006 Deva Mela (Penumbra)

con Tau Ceti
- 2001 Celestial Geometries (Arya)
- 2003 Subterranea (Nextera)
- 2004 Archaic Oceans (Umbra)
- 2005 Le Torri Del Silenzio (Penumbra)
- 2005 Lifting The Veil (Penumbra)
- 2006 Algol (Penumbra)
- 2006 Australis (Penumbra)
- 2006 Borealis (Penumbra)

con Nebula
- 2002 Genesis (Stella Maris)
- 2003 The Path of White Clouds (Stella Maris)

con Louisa John-Krol
- 2005 I Hear The Water Dreaming (Prikosnovénie)

con L.E.M.
- 2005 Leteph (Penumbra)
- 2005 The Sacred Orbit (Umbra)
- 2006 Aludra (Penumbra)
- 2006 Substrata (Penumbra)
- 2006 The Gates Of Aldebaran (Penumbra)
- 2006 Trifida (Penumbra)

con Netherworld
- 2005 Postcards From The Void (Penumbra)

con Perceptual Defence
- 2005 Where The Green Ants Dream (Penumbra)

con Paul Vnuk Jr.
- 2006 Distance To Zero (Hypnos)

con Paradin
- 2006 Nocturnes (Umbra)

con Faryus
- 2007 Forgotten Rituals (Faria Records)

con Enrico Coniglio/AQUA DORSA
- 2009 Cloudlands (Glacial Movements)
- 2013 The November Earth (gterma)

### Antologie
- 2001 Time Fragments Vol. 1 - The Archives 1995/1997 (Due Acque)
- 2001 Time Fragments Vol. 2 - The Archives 1998/1999 (Due Acque)
- 2001 Time Fragments Vol. 3 - The Archives 1999/2000 (Due Acque)
- 2004 Dust In The Wind - The Works, 1995 - 2003 (Umbra)
- 2005 Time Fragments Vol. 4 - Garden Of Earthly Delights (Umbra)
- 2005 Time Fragments Vol. 5 - Wastelands (Umbra)
- 2005 Time Fragments Vol. 6 - Between Nothingness And Eternity (Umbra)
- 2006 EP Collection Vol. 1 (Penumbra)
- 2006 EP Collection Vol. 2 (Penumbra)
- 2006 EP Collection Vol. 3 (Penumbra)
- 2006 EP Collection Vol. 4 (Penumbra)
- 2006 EP Collection Vol. 5 (Penumbra)
- 2006 EP Collection Vol. 6 (Penumbra)
- 2006 EP Collection Vol. 7 (Penumbra)
- 2006 EP Collection Vol. 8 (Penumbra)
- 2006 EP Collection Vol. 9 (Penumbra)
- 2007 Whispers From The Noisy Void (Umbra)